# Tudorița-Rodica Boboc
Tudorița-Rodica Boboc (n. 8 martie 1961) este un deputat român, ales în 2016.